# Sint-Hubertuskerk (Maastricht)
De Sint-Hubertuskerk is een voormalig kerkgebouw in het noordwesten van de Nederlandse stad  Maastricht. De kerk deed van 1925 tot 2009 dienst als parochiekerk van de rooms-katholieke Sint-Hubertusparochie in  Boschpoort (ook wel Bosscherveld genoemd). Het gebouw in expressionistische stijl van architect Jules Kayser is sinds 1997 een rijksmonument.

## Geschiedenis
De wijk Boschpoort ontstond begin 20e eeuw in het door industrieën gedomineerde gebied tussen de rivier de Maas, het Voedingskanaal en de Zuid-Willemsvaart. Een eerste noodkerk voor deze nieuwe arbeiderswijk stond in 1921 te midden van 200 noodwoningen en houten barakken voor Belgische evacuees, die het geweld van de Eerste Wereldoorlog waren ontvlucht.
In juli 1924 kon met de bouw van de definitieve parochiekerk worden begonnen. Opdrachtgever was bouwpastoor Alphons Lenders, architect was Jules Kayser, beiden afkomstig uit Venlo. Belangrijk stuwend element in de totstandkoming van de kerk was kapelaan (later pastoor) Moorman, die ervoor zorgde dat de armlastige parochie financieel gezond bleef, onder andere door fondsen te werven en zelf - in toga - mee te metselen.
Het dak van de kerk werd in 1975 gerestaureerd, de toren volgde in 1977. Door demografische ontwikkelingen en ontkerkelijking nam het aantal kerkbezoekers sinds de jaren 1960 gestaag af. In 2009 stootte het bisdom Roermond het gebouw af, nadat het al enige tijd eerder buiten gebruik was gesteld. Anno 2020 is in een gedeelte van het gebouw een sportschool gevestigd.

## Beschrijving

### Exterieur
De Sint-Hubertuskerk is een driebeukige kerk met een souterrain en een hoge, slanke kerktoren. Door de toevoeging van een ondiep pseudotransept heeft de architect een kruisvormige plattegrond verkregen. De zijbeuken zijn aanmerkelijk smaller dan de middenbeuk. De kerk is opgetrokken uit baksteen en gedekt met leien in maasdekking. De toren is bekleed met koper. De stalen rechthoekige of spitsboogvensters zijn voorzien van glas in lood. In de zijbeuken zijn horizontaal gelede, drievoudige vensters geplaatst. Enkele ramen in het transept zijn geblindeerd.
Het aanzien van de kerk wordt bepaald door een expressieve, verticaal geaccentueerde architectuur. Deze verticale accentuering wordt vooral verkregen door de ranke toren met tentdak die zich naast het toegangsportaal bevindt. Maar ook de apsis opgebouwd uit vijf smalle, trapsgewijs aflopende bouwvolumes, het hoge kerkschip met steil zadeldak, de smalle, hoogoplopende vensters, de zich trapsgewijs verjongende steunberen en de hoog oplopende schoorstenen dragen bij aan dit verticale beeld. Horizontale elementen vormen de plint-, dorpel en gevellijsten, die in beton zijn uitgevoerd.
Expressiviteit in het metselwerk van het massieve, drieledige toegangsportaal (en elders) is verkregen door de toepassing van siermetselwerk in blokverband in de plinten en het voorportaal, verticale muizentanddecoraties op de gevelhoeken, bloktanddecoraties, Vlaams metselverband, geprofileerde strekken en verspringende keperbooglijsten. De houten toegangsdeuren zijn versierd met decoratief beslag.
Het gegeven dat de kerk aan de Bosscherweg ligt en het achtergelegen terrein lager ligt, wist de architect te benutten om een souterrainverdieping te creëren waarin het patronaat en buurtvoorzieningen gevestigd waren. De kerk wordt gedeeltelijk omgeven door een lage bakstenen erfafscheiding met ezelsrug. Rechts naast de entreepartij staat het Heilig Hartbeeld van Charles Vos uit 1935, oorspronkelijk bij het bedrijf Staalwerken "De Maas", na 1968 verplaatst naar de huidige plek.

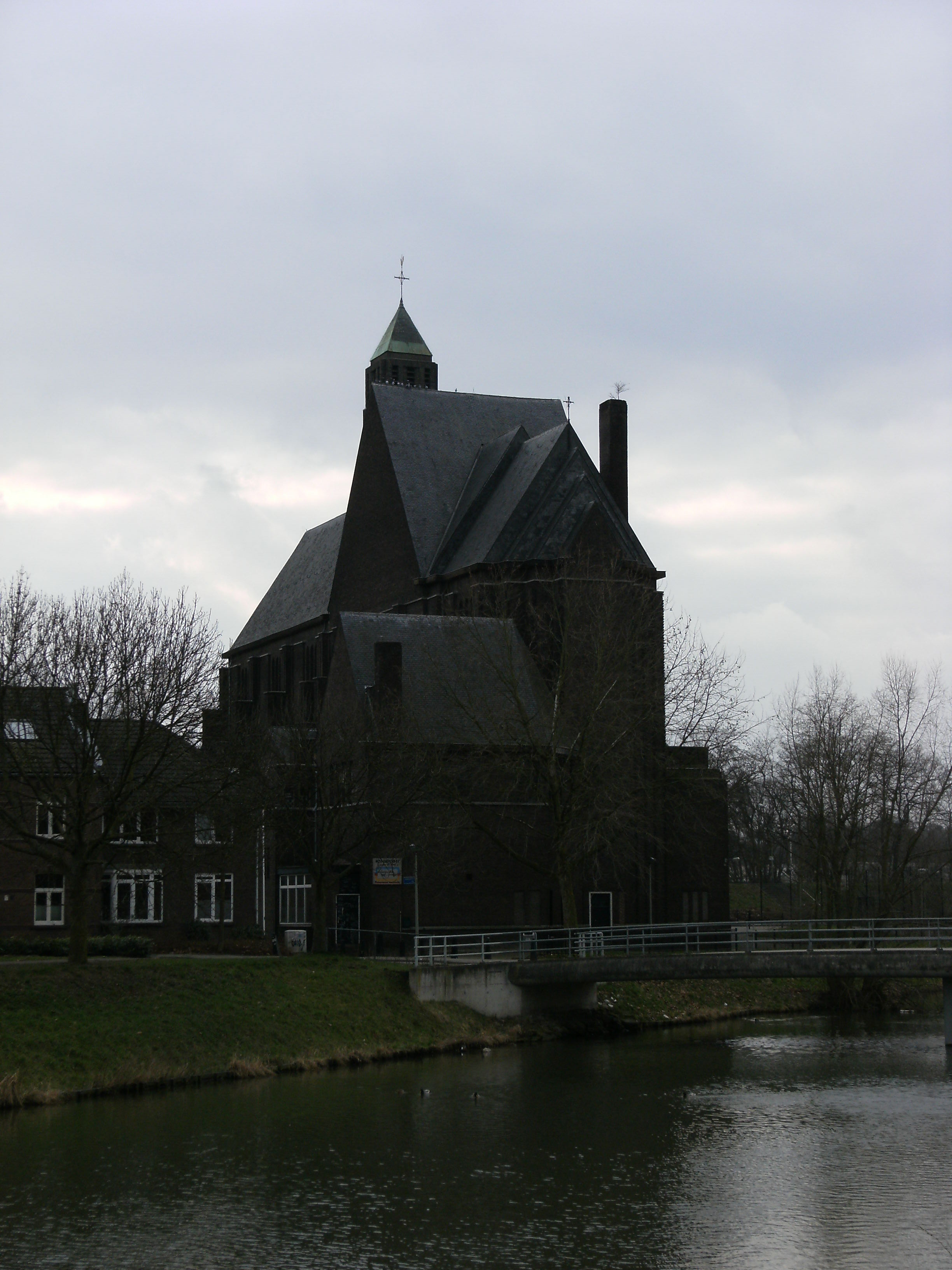
Noordgevel
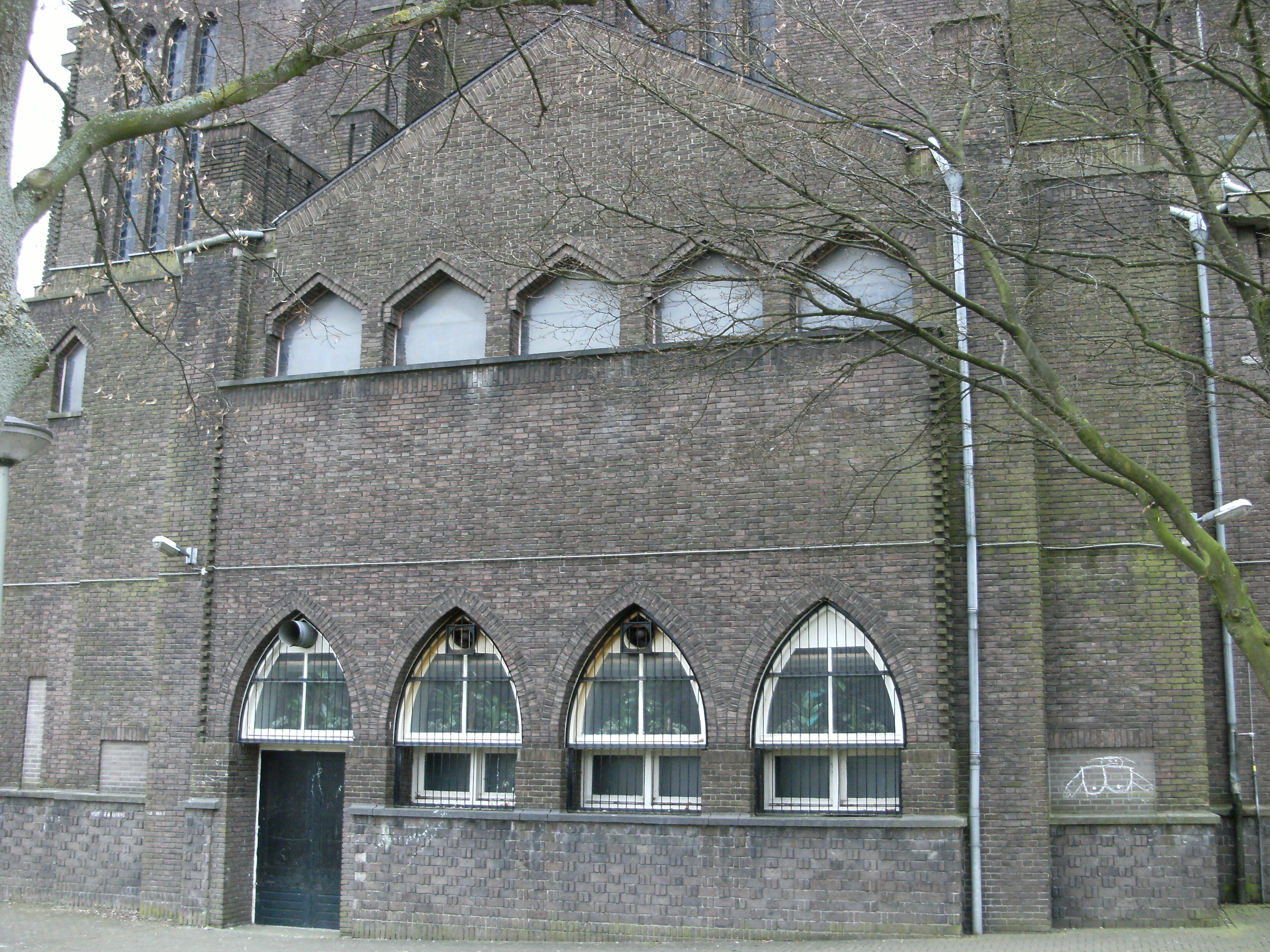
Detail noordgevel
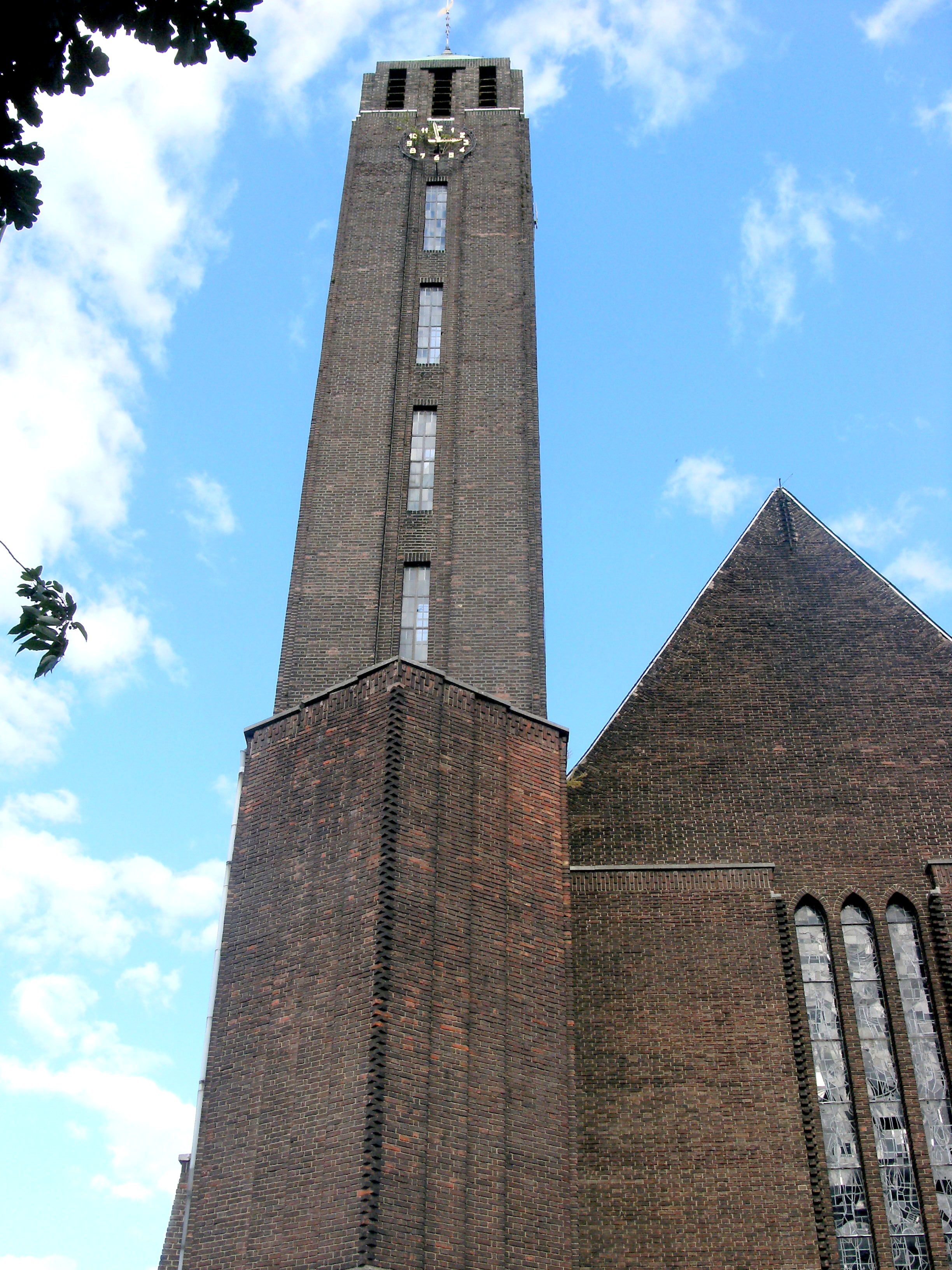
Kerktoren
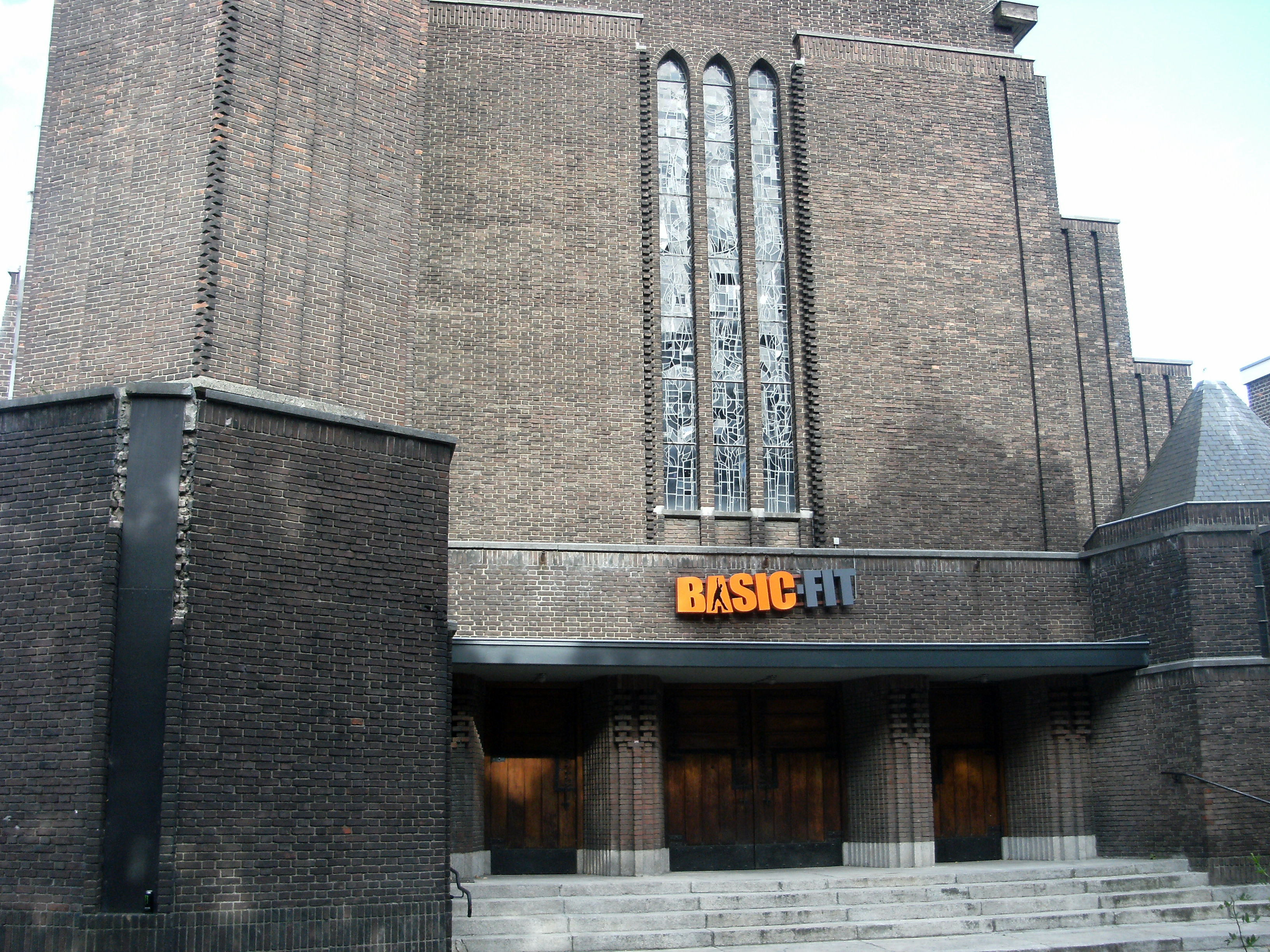
Entree

### Interieur
In het door de art deco beïnvloede interieur zijn delen van de gewapend betonconstructie en veel schoon metselwerk in rode en/of gele baksteen zichtbaar. De houten gewelven in het schip steunen op spitsboogvormige bakstenen gewelfribben die met trekstangen met elkaar verbonden zijn. Dezelfde spitse houten gewelven bevinden zich in de transepten; de gewelven in de zijbeuken zijn vlak. Het oksaal met het kerkorgel rust op rijk geornamenteerde consoles.
De kerk heeft vloeren van zwart-grijs geblokte hardsteen, twee soorten geel Belgisch marmer in het priesterkoor en de zijkapellen, granieten zuilen. De kerk bezit een dertigtal gebrandschilderde glas-in-loodramen van onder anderen Eugène Laudy, Frans Slijpen, Hans Vos en D.D.W. Torenent met voorstellingen van onder andere het offer van Abraham, Daniël in de leeuwenkuil, de opwekking van Lazarus, de wonderbaarlijk broodvermenigvuldiging en een serie blijde geheimen van de rozenkrans. Van het meubilair zijn van belang: vier speciaal voor de kerk ontworpen kerkbanken op vlonders, een communiebank, biechtstoelen, een zwart marmeren altaar en een marmeren preekstoel. Het eenmanuaals orgel is in 1941 door de firma Pereboom & Leyser te Maastricht vervaardigd.
De kerk bezit keramische reliëfs van Charles Eyck en Frans Timmermans met voorstellingen uit het leven van Hubertus, onder andere de overdracht van de relieken van de heilige Lambertus door Hubertus aan Luik, het Scheppingsverhaal en de Verrijzenis van Christus. In de kerk zijn fresco's aanwezig van Charles Eyck en Henri Schoonbrood. De wandschilderingen in het priesterkoor  uit 1946 zijn van Eugène Laudy en stellen Christus Koning, de heilige Jozef, de heilige Hubertus en scènes uit het werkzame leven van de arbeider voor. De tegeltableaus op de communiebanken zijn van Henri Schoonbrood. Hubert Levigne vervaardigde een kruisbeeld en schilderde de kruiswegstaties op hout.